# Zizi
Zizi (fl. XXVI secolo a.C.) è stato il quarto re della città di Mari, importante snodo commerciale fra la Mesopotamia e l'Asia minore..
Il suo regno dovrebbe collocarsi fra il 2540 ed il 2520 a.C. Il suo epiteto nella lista reale è il più pieno. Il suo successore dovrebbe essere Limer, secondo una lista conservata negli archivi di Ebla, città sita attualmente in Siria, al tempo tributaria di Mari.